# 64547 Saku
64547 Saku este un asteroid din centura principală de asteroizi.

## Descriere
64547 Saku este un asteroid din centura principală de asteroizi. A fost descoperit pe 16 noiembrie 2001 la Bisei Spaceguard Center în cadrul programului BATTeRS. Asteroidul prezintă o orbită caracterizată de o semiaxă mare de 2,48 ua, o excentricitate de 0,09 și o înclinație de 7,3° în raport cu ecliptica.